# مریام ناکاموتو
مریام ناکاموتو (انگلیسی: Miriam Nakamoto؛ زادهٔ ۵ اوت ۱۹۷۶) بوکسور اهل ایالات متحده آمریکا است.

## زندگی‌نامه
او مبارزه موای تای را در سال ۲۰۰۵ به صورت حرفه‌ای آغاز کرد.